# Cheraw (Carolina del Sud)
Cheraw (/tʃəˈrɔː/ chə-RAW, localment /ʃəˈrɔː/ shə-RAW) és un town al riu Pee Dee al comtat de Chesterfield, Carolina del Sud, Estats Units. amb 5.040 habitants al cens del 2020. L'àrea metropolitana de Cheraw, al codi postal 29520, té una població de 13.689 habitants segons les dades de l'ACS del 2019. Ha rebut el sobrenom de "La ciutat més bonica de Dixie". Més de la meitat de la població és afroamericana.

## Història
Des del començament de la Guerra Civil, Cheraw fou un conegut lloc de refugi i magatzem d'objectes de valor. El març de 1865 el general Sherman dugué hostatjà les seves tropes de la Unió a Cheraw diversos dies. La ciutat tenia una importància estratègica gràcies al pont sobre el riu Pee Dee. Les forces confederades aconseguiren endarrerir l'exèrcit de Sherman destruint el pont durant la seva retirada de Cheraw. Un soldat de la Unió digué que van trobar que Cheraw era "una ciutat agradable i antiga amb un aire aristocràtic del sud". Sherman va aprofitar això per obtenir un major suport de la població civil. Sherman i les seves tropes no destruïren cap habitatge privat ni edifici públic a Cheraw. No obstant això, una explosió accidental de pólvora capturada al turó del riu va cremar el districte comercial de Cheraw. El jutjat del comtat a Chesterfield es calcinà en aquest esdeveniment, cosa que va provocar la pèrdua de molts registres. Per això, és difícil datar moltes de les propietats històriques.

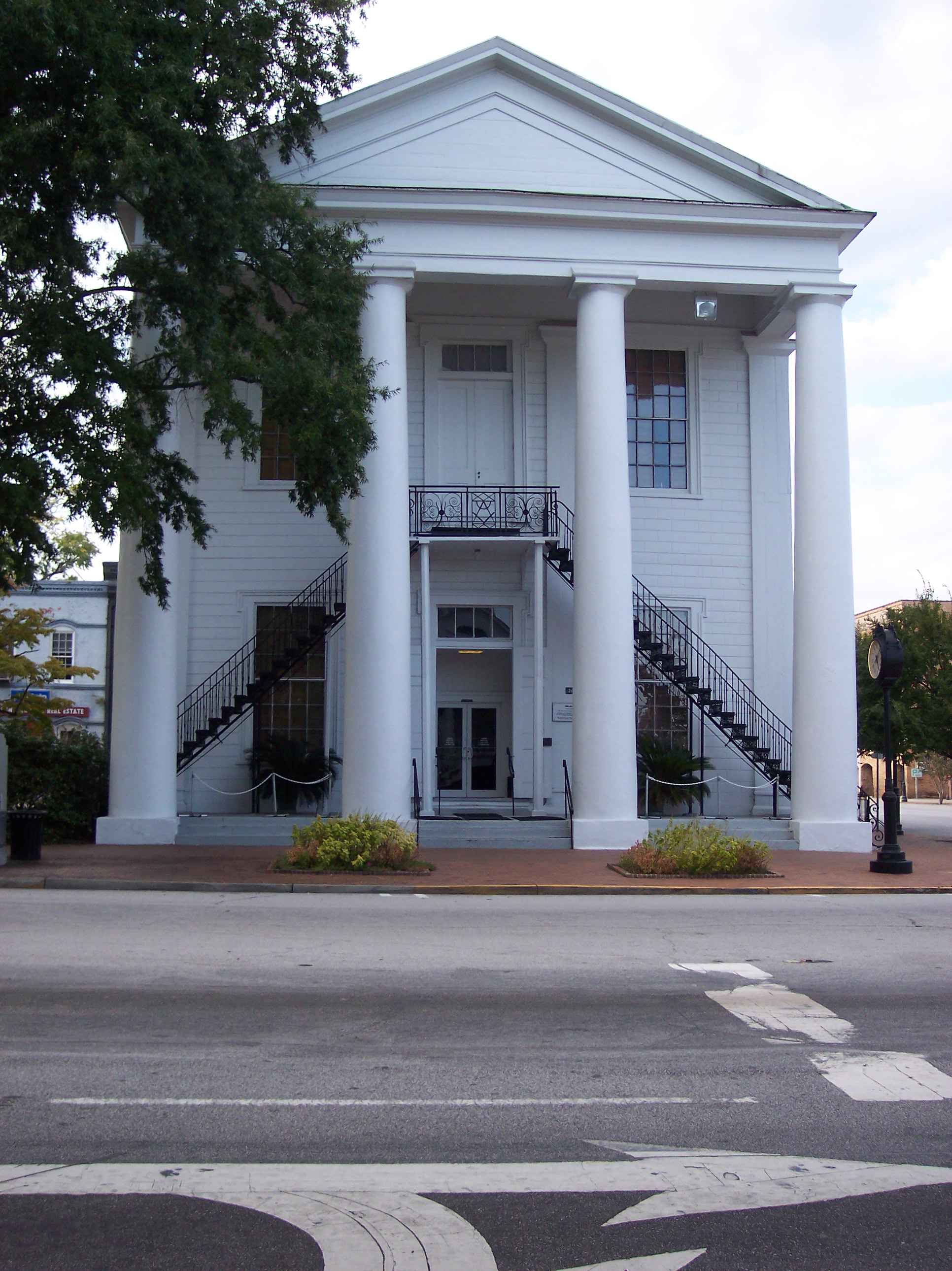
Ajuntament històric al centre de Cheraw

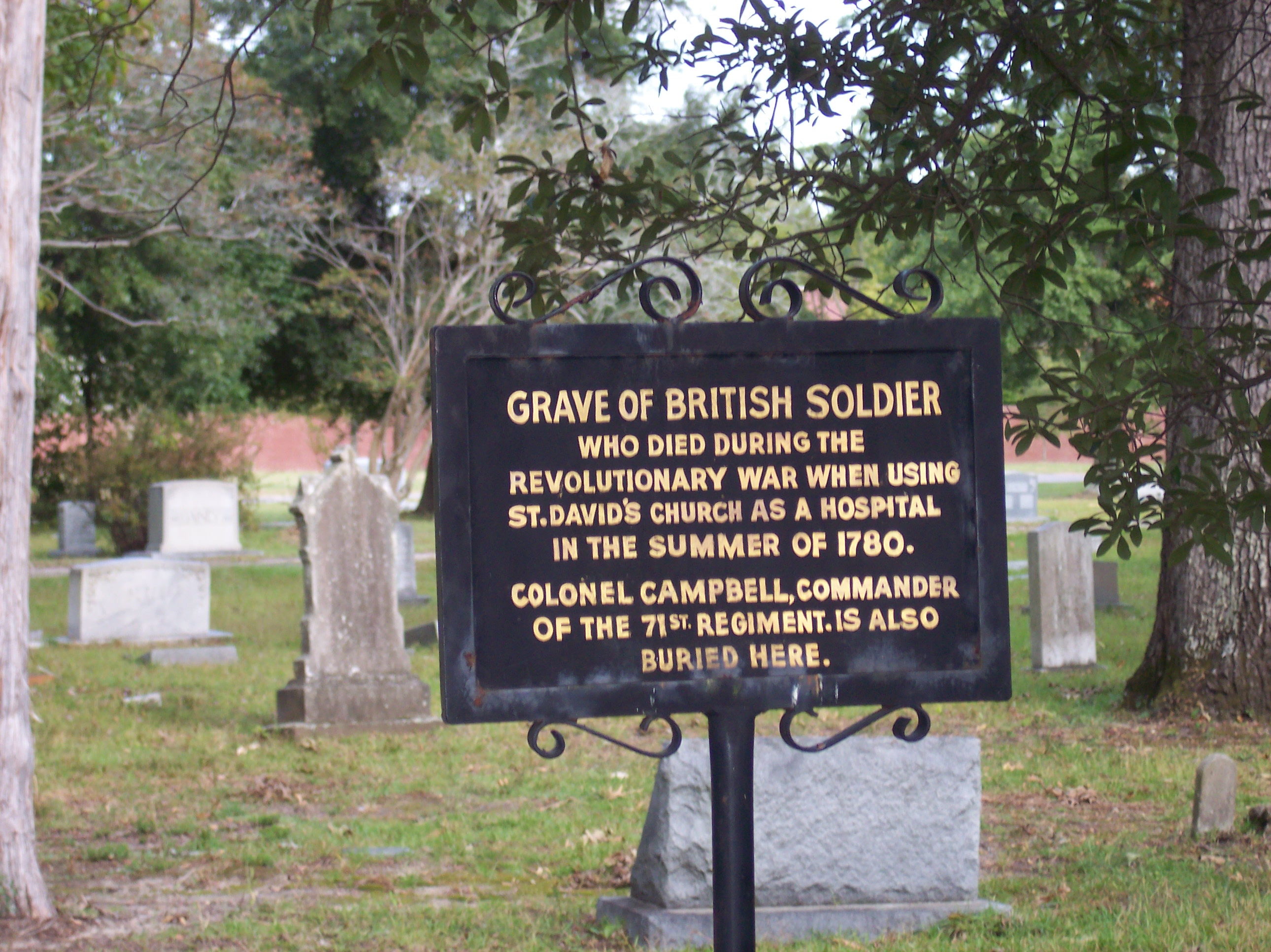
La làpida d'un soldat britànic a St. Cementiri de David

La Guerra Civil provocà fortes dificultats econòmiques a Cheraw degut a de la destrucció del seu pont sobre el Pee Dee i la conflagració en el seu districte comercial. No obstant això, a principis del segle xx, la prosperitat començà a tornar a Cheraw. La Colored Memorial School s'establí a Cheraw.
La Gran Depressió va tornar a portar canvis. A la dècada del 1930 es fundaren el Parc Estatal Cheraw i el Bosc Estatal Sandhills. Cheraw fou la primera municipalitat a usar el Cos Civil de Conservació (CCC) de Carolina del Sud per a bastir un parc estatal. El pla, finançat privadament pels ciutadans de la localitat, pretenia convertir Cheraw en la "ciutat porta d'entrada" de Carolina del Sud amb la creació del Parc Estatal Cheraw. El parc és el més gran dels parcs estatals originaris del CCC a Carolina del Sud.
El novembre del 1941 Cheraw veié maniobres de l'exèrcit als seus carrers durant la batalla de Pee Dee River, la fase 1 de les Maniobres de Carolina. La 2a Divisió Blindada del general George Patton fou la força d'atac (vermella) contra el I Cos del major general Charles F. Thompson que es defensava (blau). Els tancs de la divisió de Patton penetraren les defenses i arribaren al centre de la ciutat, on es van trobar amb els canons antitancs de la defensa. Es va determinar que els tancs vermells havien tingut èxit i les forces blaves es van veure obligades a retirar-se de la ciutat.
L'església episcopal i el cementiri de St. David, el districte històric de Cheraw i l'escola Robert Smalls figuren al Registre Nacional de Llocs Històrics.

## Geografia
Cheraw és a l'est del comtat de Chesterfield, a la divisòria del riu Pee Dee. Segons l'Oficina del Cens el town té una superfície de 5.4 milles quadrades (14.1 km2) de les quals 5.4 milles quadrades (14.0 km2) son terra ferma i 0.04 milles quadrades (0.1 km2) , un 0,64%, son cobertes per les aigües.
La temperatura mitjana oscil·la entre els 6.0ºC (gener) i els 26.9ºC (juliol) amb una mitjana anual de 16,6ºC. De mitjana rep uns 1.236 mm anuals de precipitacions essent les nevades excepcionals. Tots els mesos registren precipitacions per sobre els 70 mm i una estació plujosa entre juny i setembre (122-136mm mitjana mensual) a les estacions "seques" oscil·les entre 78mm (febrer) i 96mm (març).

## Demografia
| Cursa                          | Núm.  | Perc.  |
| ------------------------------ | ----- | ------ |
| Blanc (no hispà)               | 1.962 | 38,93% |
| Negre o afroamericà (no hispà) | 2.641 | 52,4%  |
| Nadiu americà                  | 15    | 0,3%   |
| Asiàtic                        | 76    | 1,51%  |
| Illenc del Pacífic             | 2     | 0,04%  |
| Altres/mixtes                  | 219   | 4,35%  |
| Hispans o llatins              | 125   | 2,48%  |

Segons el cens del 2020 a la ciutat hi havia 5.040 persones, 2.358 llars i 1.499 famílies residint a la ciutat.
Segons el cens de l'any 2000 al town hi havia 5.524 persones, 2.290 llars i 1.470 famílies. La densitat de població era d'1,197.6 habitants per milla quadrada (462.4/km2). Hi havia 2.568 habitatges amb una densitat mitjana de 556.7 per milles quadrades (214.9/km2). El perfil racial del town d'acord als criteris de raça i etnicitat del cens era d'un 52,2% d'afroamericans, un 45,8% de blancs, un 0,4% de natius americans, un 0,81% d'asiàtica, 0,31% d'altres races i un 0,54% de dues o més races. Els hispans o llatins de qualsevol raça eren el 0,80% de la població.
Hi havia 2.290 llars, en el 31,0% de les quals hi vivien menors de 18 anys, el 35,4% eren parelles casades vivint plegades, el 25,1% tenien una dona cap de família sense marit present i el 35,8% no eren famílies. El 33,0% de totes les llars eren ocupades per una sola persona, i el 14,0% d'aquestes eren persones de 65 anys o més. De mitjana a les llars hi vivien 2,32 persones, augmentant a  2,96 persones en el cas d'habitatges ocupats per famílies.
Al town la població es distribuïa en les següents classes etàries: un 26,5% menors de 18 anys, un 7,6% de 18 a 24 anys, un 24,4% de 25 a 44 anys, un 22,7% de 45 a 64 anys i un 18,9% majors de 65 anys. L'edat mediana era de 39 anys. Per cada 100 dones, hi havia 78,7 homes. Per cada 100 dones de 18 anys o més, hi havia 70,7 homes.
La renda mediana per llar al town era de 21.897 dòlars, i la renda mediana per família era de 31.136 dòlars. Els homes tenien una renda mediana de 27.405 dòlars enfront dels 22.003 dòlars de la de les dones. La renda per capita del town era de 13.801 dòlars. Un 27,3% de les famílies i el 32,1% de la població estaven per sota del llindar de pobresa, entre aquests el 43,1% eren menors de 18 anys i el 21,9% dels majors de 65 anys.

## Persones notables
- Dizzy Gillespie, trompetista de jazz, líder de banda, cantant i compositor; juntament amb Charlie Parker i altres, a qui se li atribueixen les innovacions que van iniciar l'estil bebop
- Virginia McLaurin, voluntària comunitària, supercentenària